# City of Mitcham
City of Mitcham is een Local Government Area (LGA) in de Australische deelstaat Zuid-Australië.